# Carl Bernstein
Pour les articles homonymes, voir Bernstein.
Carl Bernstein, né le 14 février 1944 à Washington D.C., est un journaliste américain d'investigation. Il devient célèbre lorsqu'il révèle, avec son collègue Bob Woodward, dans le quotidien le Washington Post, le scandale du Watergate qui mène à la démission le président des États-Unis, Richard Nixon en 1974. Pour cet article, il reçoit avec Bob Woodward le prix Pulitzer en 1973. 
Dans un article du magazine Rolling Stone d'octobre 1977, Bernstein révéla que plus de 400 journalistes étaient en relations plus ou moins étroites avec la CIA.

## Biographie
Il quitte le Washington Post en 1976 pour travailler comme correspondant pour ABC News. Carl Bernstein est également connu pour son enquête publiée en 1977 dans le magazine Rolling Stone concernant les relations entre la Central Intelligence Agency (CIA) et les médias américains. L’article soulignait les liens entretenus de longue date entre la CIA et le journalisme américain. Bernstein soutenait que plus de 400 journalistes américains, dont des personnalités bien connues comme Joseph Alsop (Washington Post), Hal Hendrix (Miami News) et Jerry O’Leary (Washington Star), ont effectué des missions pour la CIA, qui entretenait également une relation de travail étroite avec certains des hauts dirigeants des médias d’information américains.
Il enseigne à l'Université de New York et écrit dans Time.
Il a été marié à Nora Ephron, célèbre romancière et scénariste, ils ont deux fils ensemble. Ils divorcent en 1980 à la suite d'une infidélité de Bernstein avec Margaret Jay, une journaliste britannique, amie de la famille. Nora a écrit un roman en 1983 sur ces événements et en fit une adaptation cinématographique en 1986 : La Brûlure avec, en tête d’affiche, Jack Nicholson et Meryl Streep.

## Ouvrages
Avec Bob Woodward, il écrit Les Hommes du président (All the President's Men) relatant leur enquête sur le scandale du Watergate, et Les Derniers Jours de Nixon (The Final Days) qui est une suite de leur précédent livre et décrit les derniers mois de la présidence Nixon. Ces deux livres font l'objet d'une adaptation, le premier au cinéma, le second à la télévision. Dans le film Les Hommes du président, Carl Bernstein est interprété par Dustin Hoffman.
Il a aussi écrit un livre sur l'héritage politique de Jean-Paul II et une biographie de Hillary Clinton alors qu'elle était candidate à l'investiture démocrate pour la présidentielle de 2008 aux États-Unis.

## Dans la fiction
Son rôle dans le film Les hommes du président est interprété par Dustin Hoffman.

## Publications
- Bob Woodward et Carl Bernstein (trad. de l'anglais), Watergate : Les Fous du Président [« All the President's Men »], Paris, Éditions Robert Laffont, 1974, 388 p. (ISBN 978-2-07-032020-2)
- The final days - 1976  (ISBN 0-671-22298-8)
- Loyalties: A Son's Memoir - 1989  (ISBN 978-0517063217)
- Sa Sainteté Jean-Paul II et l'histoire cachée de notre époque - 1996  (ISBN 978-2259181013)
- Hillary Clinton : Une femme en marche - 2008  (ISBN 978-2917559000)